# Sisters of Avalon Tour
Sisters of Avalon Tour fue una gira de Cyndi Lauper para promocionar su quinto álbum de estudio, Sisters of Avalon. La gira visitó Japón, Estados Unidos y Canadá. Como toda gira de la cantante contó con sus grandes clásicos además de las canciones en promoción.

## Listado de canciones
La cantante cambiaba el listado de canciones en cada concierto. Estos son unos ejemplos:

### Estreno[1]
1. Sisters Of Avalon
2. Ballad Of Cleo And Joe
3. Dear John
4. Fall Into Your Dreams
5. Mother
6. Searching
7. Come On Home
8. Brimstone And Fire
9. Love To Hate
10. Hot Gets A Little Cold
11. Say A Prayer
12. Broken Glass
13. True Colors
14. That's What I Think
15. You Don't Know

Encore
1. Fearless
2. Time After Time
3. Unhook The Stars
4. Money Changes Everything

### 8 de diciembre[2]
1. Searching
2. Sisters Of Avalon
3. Ballad Of Cleo And Joe
4. I Drove All Night
5. Fall Into Your Dreams
6. Say A Prayer
7. That's What I Think
8. Brimstone And Fire
9. True Colors
10. Dear John
11. Love To Hate
12. You Don't Know
13. Hey Now (Girls Just Want To Have Fun)

Encore
1. Fearless
2. Hot Gets A Little Cold
3. Time After Time
4. Broken Glass
5. Mother
6. Early Christmas Morning

2.º Encore
1. Money Changes Everything